# Julián Arredondo
Julián David Arredondo Moreno (Ciudad Bolívar, Antioquia, 30 de julio de 1988) es un ciclista colombiano.
Padre: Tulio Arredondo 

## Biografía
Participó en a la prueba en línea de los Campeonatos del Mundo en Melbourne (Australia) donde concluyó 72.º. Con siete victorias conseguidas en la categoría sub-23, le valió para firmar un contrato profesional en 2012 con el equipo japonés Nippo, dirigido por Andrea Tonti. Participó en su primera carrera como profesional el 20 de marzo al disputar la Settimana Coppi e Bartali.
El 23 de mayo de 2012 ganó su primera carrera como profesional, al conseguir la victoria en la 3ª etapa del Tour de Japón por delante de su compañero de equipo Fortunato Baliani. Concluyó el Tour de Japón en segunda posición, a 22 segundos de Baliani. En el Tour de Kumano de este mismo año ganó el maillot de mejor escalador y también quedó en segunda posición.
En la temporada 2013 tuvo una destacada actuación ganando el Tour de Langkawi, el Tour de Kumano y segundo en el Tour de Japón. Fue el número uno del UCI Asia Tour y esto le valió un contrato a partir de 2014 con el equipo UCI ProTeam Trek Factory Racing. 
En su primera temporada con el Trek consiguió sus victorias más importante hasta el momento, al ganar la etapa número 18 del Giro de Italia en una ascensión final al Panarotta, para proclamarse posteriormente ganador final de la clasificación de la montaña del Giro.
Desde septiembre de 2017 se sometió a un tratamiento médico interdisciplinario, por habérsele descubierto la patología denominada síndrome del piramidal, el cual limitó su rendimiento en las temporadas 2015, 2016 y 2017, por no poder hacer efectivamente el movimiento de pedaleo con la pierna derecha, esta dolencia requirió de una cirugía,cuya rehabilitación tardará al menos 20 semanas.

## Palmarés
2012
- 1 etapa del Tour de Japón

2013
- Tour de Langkawi, más 1 etapa
- Tour de Kumano, más 1 etapa
- UCI Asia Tour

2014
- 2 etapas del Tour de San Luis
- 1 etapa del Giro de Italia y clasificación de la montaña  y premio de la Combatividad

## Resultados en Grandes Vueltas y Campeonatos del Mundo
Durante su carrera deportiva ha conseguido los siguientes puestos en las Grandes Vueltas. 
| Carrera         | Carrera         | 2012 | 2013 | 2014 | 2015  | 2016 | 2017 |
| --------------- | --------------- | ---- | ---- | ---- | ----- | ---- | ---- |
|                 | Giro de Italia  | —    | —    | 61.º | —     | —    | —    |
|                 | Tour de Francia | —    | —    | —    | 124.º | —    | —    |
|                 | Vuelta a España | —    | —    | Ab.  | —     | —    | —    |
| Mundial en Ruta | Mundial en Ruta | —    | —    | Ab.  | —     | —    | —    |

—: no participa

Ab.: abandono

## Equipos
- Nippo (2012-2013)
  - Team Nippo (2012)
  - Team Nippo-De Rosa (2013)
- Trek (2014-2016)
  - Trek Factory Racing (2014-2015)
  - Trek-Segafredo (2016)
- Nippo-Vini Fantini (2017)